# Raspenava (stacja kolejowa)
Raspenava – stacja kolejowa w miejscowości Raspenava, w powiecie Liberec w kraju libereckim, w Czechach. Znajduje się na linii kolejowej 037 Liberec - Zawidów, na wysokości 355 m n.p.m.. 

## Linie kolejowe
- 037: Liberec - Zawidów
- 038: Raspenava - Bílý Potok pod Smrkem